# Шишкин, Николай Павлович
Никола́й Па́влович Ши́шкин (11 (23) августа 1830, Ярославль — 11 (24) ноября 1902, Гатчина, Санкт-Петербургская губерния) — российский дипломат, статс-секретарь (24.03.1896) и действительный тайный советник (01.01.1902), сотрудник и затем руководитель российских дипмиссий в Европе и США, министр иностранных дел (с августа 1896 по январь 1897), член Государственного совета (с 1897).

## Биография
С 1847 года служил в канцелярии ярославского губернатора. В 1853 году перешёл на службу в азиатский департамент МИД. Секретарь генерального консульства в Бухаресте (1859), консул в Адрианополе (1861), генеральный консул в Белграде (1863), дипломатический агент и генеральный консул в Сербии (1868). Посланник в США (1875), Греции (1880), Швеции и Норвегии (1884).
С 12 марта 1891 года состоял на должности товарища министра иностранных дел; с 14 января 1895 года — временный управляющий МИДом; министр с 19 августа 1896 до 1 января 1897 года.
Был похоронен на кладбище подворья Пятигорского Богородицкого женского монастыря в Гатчине.

## Награды
- Орден Святого Станислава 3-й степени (17.04.1858)
- Орден Святого Станислава 2-й степени с императорской короной (04.05.1862)
- Орден Святой Анны 2-й степени с императорской короной (04.04.1865)
- Орден Святого Владимира 3-й степени (20.04.1869)
- Орден Святого Станислава 1-й степени (08.04.1873)
- Орден Святой Анны 1-й степени (16.04.1878)
- Орден Святого Владимира 2-й степени (13.04.1886)
- Орден Белого орла (01.01.1890)
- Орден Святого Александра Невского (30.08.1893)
- Бриллиантовые знаки к ордену Святого Александра Невского (13.06.1898)

Иностранные:
- Персидский орден Льва и Солнца 2-й степени (1857)[2]
- Турецкий орден Меджидие 2-й степени (1859)
- Черногорский орден князя Даниила I 2-й степени (1869)
- Черногорский орден князя Даниила I 1-й степени (1875)
- Греческий орден Спасителя, большой крест (1884)
- Шведский орден Полярной звезды 1-й степени (1889)
- Норвежский орден Святого Олафа, большой крест (1891)
- Японский орден Восходящего солнца 1-й степени (1891)
- Сербский орден Такова 1-й степени (1892)
- Бухарский орден Золотой звезды с алмазами (1893)
- Австрийский орден Леопольда, большой крест (1893)
- Бухарский орден Короны с алмазами и лентой (1894)
- Персидский орден Льва и Солнца 1-й степени (1894)
- Датский орден Данеброг, большой крест (1894)
- Турецкий орден Османие 1-й степени (1894)
- Китайский орден Двойного Дракона 1-й степени 3-го класса (1894)
- Болгарский орден Святого Александра 1-й степени (1896)
- Папский орден Пия IX, большой крест (1896)
- Французский орден Почётного легиона, большой крест (1896)

## Семья
Был женат на княжне Варваре Николаевне Шаховской (1835—1910).